# Черепашки-ниндзя (саундтрек, 1990)
«Черепашки-ниндзя» (оригинальный саундтрек) — сборник музыки к фильму «Черепашки-ниндзя» 1990 года от студии New Line Cinema. Он был выпущен SBK Records 16 марта 1990 года. По большей части саундтрек состоит из треков в стиле хип-хопа, техно и нью-джек-свинг.
| Оценки критиков | Оценки критиков |
| Источник        | Оценка          |
| --------------- | --------------- |
| Allmusic        | [ 1 ]           |

## Трек-лист
1. "This Is What We Do" - M.C. Hammer
2. "Spin That Wheel" - Hi Tek 3
3. "Family" - Riff
4. "9.95" - Spunkadelic
5. "Turtle Power!" - Partners in Kryme
6. "Let The Walls Come Down" - Johnny Kemp
7. "Every Heart Needs A Home" - St. Paul
8. "Shredder's Suite/Ninja Thieves" - John Du Prez (отсутствует в британском релизе)
9. "Splinter's Tale I & Splinter's Tale II" - John Du Prez (с Кевином Клэшем)
10. "Turtle Rhapsody" - Orchestra on the Half Shell
11. "Subway Attack/Foot Clan - John Du Prez (отсутствует в британском релизе)
12. "“Shredder’s Big Entrance/Crime Empire ” - John Du Prez

## Сертификации
| Регион                                                      | Сертификация | Продажи |
| ----------------------------------------------------------- | ------------ | ------- |
| Австралия (ARIA)                                            | Золотой      | 35 000^ |
| ^ Данные о тиражах приведены только на основе сертификации. |              |         |